# Mavinahalli, Tirumakudal Narsipur
Mavinahalli là một làng thuộc tehsil Tirumakudal Narsipur, huyện Mysore, bang Karnataka, Ấn Độ.